# Eucteanus mussuricus
Eucteanus mussuricus is een keversoort uit de familie zwamkevers (Endomychidae). De wetenschappelijke naam van de soort werd in 1925 gepubliceerd door Gilbert John Arrow.